# 杜路·阿肯拿
羅拔圖·米格爾·阿肯拿·卡比路（西班牙語：Roberto Miguel Acuña Cabello，1972年3月25日—），簡稱杜路·阿肯拿（西班牙語：Toro Acuña），出生在阿根廷布宜諾斯艾利斯省的阿韋亞內達，是一名巴拉圭足球員，現效力魯維奧邀，司職中場。由於他壓倒性的氣勢和力量，使他獲得「歐洲牛」（El Toro）的稱號。

## 生平
阿肯拿年輕時舉家移民至巴拉圭。1989年，他加盟國民隊。五年後，他決定成為公民而取得代表巴拉圭的資格，最終他成為巴拉圭隊史上上陣次數最多球員的第二名，第一名是中堅卡洛斯·加馬拉。
後來，他重返阿根廷並先後在小阿根廷人、小保加和獨立隊總共度過4個球季。1997年，他前往歐洲加盟西班牙球會薩拉戈薩。他成為球隊的正選中場並協助這支阿拉貢球會於2001年贏得西班牙國王盃。他在五個球季裡，單計聯賽已經攻入了20球。
因此，阿肯拿吸引到拉科魯尼亞的注意並以110萬歐羅將他買入並簽訂五年合約，儘管他自2001/02球季至今仍然被停賽五場，而薩拉戈薩則降班。他由於受傷而從未代表過這支加利西亞球會於聯賽上陣超過7次，因而經常被球會外借出去。
2007年，他在效力奧林比亞期間首次宣佈退役。2009年，他復出加盟低組別球會魯維奧邀。

## 國際賽
與卡洛斯·加馬拉一樣，阿肯拿同樣出席了三次世界盃，並代表巴拉圭上陣97場賽事並攻入5球。
他在三次世界盃的全部賽事中均有上陣。他在對德國的16強賽事進行至最後一分鐘時，由於肘擊對方球員米高·波歷克而兩黃一紅被逐，成為巴拉圭隊首位在世界盃被趕離場的球員。

## 榮譽

### 球會
- 獨立隊：
  - 南美超級球會盃：1995
- 薩拉戈薩：
  - 西班牙國王盃：2000–01

### 個人
- 年度巴拉圭最佳足球員（英语：Paraguayan Footballer of the Year）：2001[5]

## 外部連結
- （西班牙文）阿根廷聯賽數據
- （英文）International appearances （页面存档备份，存于）, at RSSSF
- （英文）BDFutbol profile （页面存档备份，存于）
- （英文）FootballLineups profile （页面存档备份，存于）
- （英文）NationalFootballTeams data （页面存档备份，存于）